# Pepe Serna

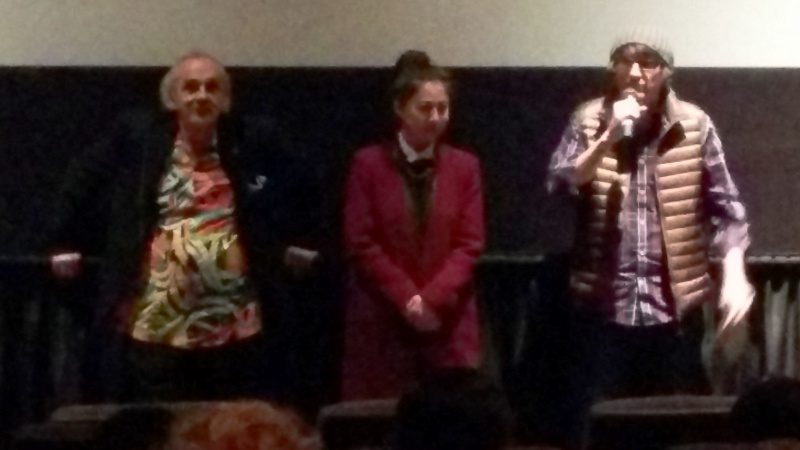
Pepe Serna (links) mit Ayako Fujitani und Dave Boyle

Pepe Serna (* 23. Juli 1944 in Corpus Christi, Texas) ist ein US-amerikanischer Schauspieler und Künstler, hispanischer Abstammung. Seit 1970 war er in über 130 Film- und Fernsehproduktionen zu sehen.
Pepe Serna ist seit dem Jahr 1970 als Schauspieler aktiv. Gleich mit seinem ersten Film The Student Nurses gelang ihm der Durchbruch. Er wirkte seit dieser Zeit in über 100 Filmen mit. Noch zu Beginn seiner Karriere machte er mit Auftritten, wie in Car Wash – Der ausgeflippte Waschsalon oder als Angel im Kultfilm Scarface, der von einem kolumbianischen Drogenboss brutal mit einer Kettensäge getötet wird, auf sich aufmerksam. Von 1999 bis 2001 spielte er in der Serie Hausmeister Stubbs die Rolle des Mr. Sanchez.
Serna ist seit 1969 verheiratet.

## Filmografie (Auswahl)
- 1970: The Student Nurses
- 1971: Red Sky at Morning
- 1971: Johnny zieht in den Krieg (Johnny Got His Gun)
- 1973: Group Marriage
- 1973: Kung Fu (Fernsehserie, Episode 2x03)
- 1974: Hangup
- 1974: The Gun (Fernsehfilm)
- 1975: Der Tag der Heuschrecke (The Day of the Locust)
- 1975–1977: Kojak – Einsatz in Manhattan (Kojak, Fernsehserie, 3 Episoden)
- 1976: Der scharlachrote Pirat (Swashbuckler)
- 1976: Der Mörder in mir (The Killer Inside Me)
- 1976: Car Wash – Der ausgeflippte Waschsalon (Car Wash)
- 1976–1977: Baretta (Fernsehserie, 2 Episoden)
- 1978: CHiPs (Fernsehserie, Episode 1x16)
- 1978: Bis aufs Blut (Raíces de sangre)
- 1979: Der Bulldozer (A Force of One)
- 1979: Reichtum ist keine Schande (The Jerk)
- 1980: On the Road Again (Honeysuckle Rose)
- 1980: Max’s Bar (Inside Moves)
- 1982: Die Ballade von Gregorio Cortez (The Ballad of Gregorio Cortez, Fernsehfilm)
- 1982: Nachtratten (Vice Squad)
- 1982–1991: American Playhouse (Fernsehserie, 3 Episoden)
- 1983: The Heartbreaker
- 1983: Das Bombengeschäft (Deal of the Century)
- 1983: Scarface
- 1984: Die rote Flut (Red Dawn)
- 1984: Buckaroo Banzai – Die 8. Dimension (The Adventures of Buckaroo Banzai Across the 8th Dimension)
- 1984–1986: Polizeirevier Hill Street (Hill Street Blues, Fernsehserie, 2 Episoden)
- 1985: Fandango
- 1985: Silverado
- 1986: Heiße Hölle L.A. (Out of Bounds)
- 1986–1987: Miami Vice (Fernsehserie, 3 Episoden)
- 1988: Mamma Lucia (Fernsehserie, 3 Episoden)
- 1988: Das MI-8-Projekt (Human Errors)
- 1990: Bad Jim
- 1990: Grüße aus Hollywood (Postcards From the Edge)
- 1990: Rookie – Der Anfänger (The Rookie)
- 1990–1991: D.E.A. – Krieg den Drogen (Fernsehserie, 4 Episoden)
- 1992: Das Gesetz der Gewalt (American Me)
- 1992: Only You
- 1992–1993: The Pirates of Dark Water (Fernsehserie, 8 Episoden)
- 1993–1994: Second Chances (Fernsehserie, 5 Episoden)
- 1994: Eine Million für Juan (A Million for Juan)
- 1994: Hotel Malibu (Fernsehserie, 6 Episoden)
- 1995: Im Sog des Bösen (Deadly Measures)
- 1997: The Brave
- 1999–2001: Hausmeister Stubbs (The PJs, Fernsehserie, 42 Episoden)
- 2000: Bread and Roses
- 2000: Along for the Ride
- 2002: American Family (Fernsehserie, 2 Episoden)
- 2003: Kingpin (Miniserie, 3 Episoden)
- 2003: Exposed
- 2003: Devil’s Night
- 2004: Latin Dragon
- 2006: The Virgin of Juarez
- 2006: Big Dreams Little Tokyo
- 2008: Criminal Minds (Fernsehserie, Episode 4x05)
- 2009: White on Rice
- 2010: Dreamkiller
- 2014: Man from Reno
- 2014: Cake
- 2015: Kill or Be Killed
- 2015: Road to Juarez
- 2016: Restored Me
- 2016: Monday Night at Seven
- 2017: Downsizing
- 2019: From the Dead
- 2020: Teenage Girl: First Wheels
- 2021: With Love (Fernsehserie, 3 Episoden)
- 2023: Flamin’ Hot